# Courcy (Marna)
Courcy – miejscowość i gmina we Francji, w regionie Grand Est, w departamencie Marna. Wieś położona 10 km na północ od Reims, była miejscem zaciętych walk podczas I wojny światowej.
Według spisu ludności z roku 2011, gminę zamieszkuje ogółem  1 298 osób.